# Körttjärnet
Körttjärnet är en sjö i Arvika kommun i Värmland och ingår i Göta älvs huvudavrinningsområde. Sjön har en area på 0,165 kvadratkilometer och ligger 215,5 meter över havet. Sjön avvattnas av vattendraget Greånsälven. Vid provfiske har abborre, elritsa, mört och röding fångats i sjön.

## Delavrinningsområde
Körttjärnet ingår i det delavrinningsområde (661704-130480) som SMHI kallar för Inloppet i Körttjärnet. Medelhöjden är 250 meter över havet och ytan är 2,16 kvadratkilometer. Det finns inga avrinningsområden uppströms utan avrinningsområdet är högsta punkten. Greånsälven som avvattnar avrinningsområdet har biflödesordning 4, vilket innebär att vattnet flödar genom totalt 4 vattendrag innan det når havet efter 294 kilometer. Avrinningsområdet består mestadels av skog (86 procent). Avrinningsområdet har 0,16 kvadratkilometer vattenytor vilket ger det en sjöprocent på 7,5 procent.